# Elecciones regionales de Moquegua de 2002
Las elecciones regionales de Moquegua de 2002 se llevaron a cabo el 17 de noviembre de 2002 para elegir al presidente regional, al vicepresidente regional y al Consejo Regional para el periodo 2003-2007. La elección se celebró simultáneamente con elecciones regionales y municipales (provinciales y distritales) en todo el Perú.

## Sistema electoral
El Gobierno Regional de Moquegua es el órgano administrativo y de gobierno del departamento de Moquegua. Está compuesto por el presidente regional, el vicepresidente regional y el Consejo Regional.
La votación del presidente, vicepresidente y consejo regional se realiza en base al sufragio universal, que comprende a todos los ciudadanos nacionales mayores de dieciocho años, empadronados y residentes en el departamento de Cajamarca y en pleno goce de sus derechos políticos.
El Consejo Regional de Moquegua está compuesto por 7 consejeros elegidos por sufragio directo para un período de cuatro (4) años, en forma conjunta con la elección del presidente regional. La votación es por lista cerrada y bloqueada. Se asigna a la lista ganadora los escaños según el método d'Hondt o la mitad más uno, lo que más le favorezca.

## Partidos y candidatos
A continuación se muestra una lista de los principales partidos y alianzas electorales que participaron en las elecciones:
| Candidatura | Candidatura | Partidos y alianzas | Candidatos | Candidatos                     | Ideología                                           | Ref. |
| ----------- | ----------- | --- | ---------- | ------------------------------ | --------------------------------------------------- | ---- |
|             | APRA        | Lista - Partido Aprista Peruano (APRA) |            | Rodolfo Baldi Burga            | Aprismo                                             |      |
|             | AP          | Lista - Acción Popular (AP) |            | Augusto Vizcarra Chocano       | Humanismo Nacionalismo cívico Reformismo            |      |
|             | PP          | Lista - Perú Posible (PP) |            | Óscar Cahuana Arisaca          | Socioliberalismo Democracia liberal Tercera vía     |      |
|             | SP          | Lista - Somos Perú (SP) |            | Cristala Constantinides Rosado | Democracia cristiana Conservadurismo social         |      |
|             | UN          | Lista - Unidad Nacional (UN) – Partido Popular Cristiano (PPC) – Solidaridad Nacional (SN) – Renovación Nacional (RN) – Cambio Radical (CR) |            | Alberto Ghersi Parodi          | Democracia cristiana Conservadurismo Neoliberalismo |      |
|             | FD          | Lista - Fuerza Democrática (FD) |            | Raúl Larco Moreno              | Reformismo                                          |      |
|             | CODE        | Lista - Compromiso y Desarrollo (CODE) |            | Jaime Rodríguez Villanueva     | Regionalismo moqueguano                             |      |
|             | FDM         | Lista - Fuerza por el Desarrollo de Moquegua (FDM)                                                                                          |            | Víctor Cornejo Rodríguez       | Regionalismo moqueguano                             |      |
|             | MODE        | Lista - Moquegua Desarrollo (MODE) |            | Alcides Pezo Lechuga           | Regionalismo moqueguano                             |      |
|             | Nuestro     | Lista - Nuestro Ilo - Moquegua (Nuestro) |            | Alberto Coayla Vilca           | Regionalismo moqueguano                             |      |

## Resultados

### Sumario general
|                        |                                            |              |              |              |            |            |  |  |
| Partidos y coaliciones | Partidos y coaliciones                     | Voto popular | Voto popular | Voto popular | Consejeros | Consejeros |  |  |
| Partidos y coaliciones | Partidos y coaliciones                     | Votos        | %            | ±pp          | Total      | +/−        |  |  |
|                        | Somos Perú (SP)                            | 17,813       | 23.48        | n/a          | 5          | n/a        |  |  |
|                        | Compromiso y Desarrollo (CODE)             | 13,646       | 17.99        | n/a          | 1          | n/a        |  |  |
|                        | Nuestro Ilo - Moquegua (Nuestro)           | 10,781       | 14.21        | n/a          | 1          | n/a        |  |  |
|                        | Partido Aprista Peruano (APRA)             | 10,429       | 13.75        | n/a          | 0          | n/a        |  |  |
|                        | Perú Posible (PP)                          | 7,181        | 9.47         | n/a          | 0          | n/a        |  |  |
|                        | Moquegua Desarrollo (MODE)                 | 5,727        | 7.55         | n/a          | 0          | n/a        |  |  |
|                        | Acción Popular (AP)                        | 3,110        | 4.10         | n/a          | 0          | n/a        |  |  |
|                        | Unidad Nacional (UN)                       | 3,008        | 3.96         | n/a          | 0          | n/a        |  |  |
|                        | Fuerza Democrática (FD)                    | 2,302        | 3.03         | n/a          | 0          | n/a        |  |  |
|                        | Fuerza por el Desarrollo de Moquegua (FDM) | 1,867        | 2.46         | n/a          | 0          | n/a        |  |  |
|                        |                                            |              |              |              |            |            |  |  |
| Total                  | Total                                      | 75,864       |              |              | 7          | n/a        |  |  |
|                        |                                            |              |              |              |            |            |  |  |
| Votos válidos          | Votos válidos                              | 75,864       | 90.95        | n/a          |            |            |  |  |
| Votos en blanco        | Votos en blanco                            | 2,581        | 3.09         | n/a          |            |            |  |  |
| Votos nulos            | Votos nulos                                | 4,971        | 5.96         | n/a          |            |            |  |  |
| Votos emitidos         | Votos emitidos                             | 83,416       | 88.93        | n/a          |            |            |  |  |
| Abstenciones           | Abstenciones                               | 10,388       | 11.07        | n/a          |            |            |  |  |
| Votantes registrados   | Votantes registrados                       | 93,804       |              |              |            |            |  |  |
|                        |                                            |              |              |              |            |            |  |  |
| Fuente:                |                                            |              |              |              |            |            |  |  |

### Autoridades electas
| Cargo                               | Autoridad electa | Autoridad electa               | Partido político | Partido político        |
| ----------------------------------- | ---------------- | ------------------------------ | ---------------- | ----------------------- |
| Presidenta Regional de Moquegua     |                  | Cristala Constantinides Rosado |                  | Somos Perú              |
| Vicepresidente Regional de Moquegua |                  | Alberto Portugal Vélez         |                  | Somos Perú              |
| Consejero Regional de Moquegua      |                  | Daniel Rosales Porras          |                  | Somos Perú              |
| Consejera Regional de Moquegua      |                  | Ana Escobedo Maita             |                  | Somos Perú              |
| Consejero Regional de Moquegua      |                  | Juan Zúñiga Rodríguez          |                  | Somos Perú              |
| Consejera Regional de Moquegua      |                  | Lurdes Colana Alvarado         |                  | Somos Perú              |
| Consejero Regional de Moquegua      |                  | Jaime Chávez Valcárcel         |                  | Somos Perú              |
| Consejero Regional de Moquegua      |                  | Percy Ruiz Navarro             |                  | Compromiso y Desarrollo |
| Consejera Regional de Moquegua      |                  | Ruth Catacora Zeballos         |                  | Nuestro Ilo - Moquegua  |